# Norodom Sihamoni
Norodom Sihamoni (Phnom Penh, Cambodja, 14 de maig de 1953-) és l'actual Rei de Cambodja després de l'abdicació del seu pare Norodom Sihanuk (29 d'octubre del 2004).
Va passar part de la seva joventut a Praga. En 1975-77 visqué a Corea del Nord i, en tornar a Cambodja, els khmers rojos el posaren, junt amb tota la seva família, sota arrest domiciliari fins al 1979, en què el règim fou enderrocat.
El 1981 s'instal·là a França, on romangué fins als anys noranta (fou professor de dansa). El 1993 fou nomenat ambaixador de la UNESCO, càrrec que tindria fins al 2004 quan fou nomenat rei.
Després de l'abdicació del seu pare a l'octubre del 2004, un comitè en el qual s'incloïen el primer ministre Hun Sen i el seu germà Norodom Ranariddh (portaveu del govern) el designà successor a la corona.